# Rumichaca (Cajatambo)
Rumichaca es una localidad peruana ubicada en el distrito de Gorgor, perteneciente a la provincia de Cajatambo del departamento de Lima, al centro oeste del Perú. 

## Ubicación
Rumichaca se ubica al sur de la provincia de Cajatambo, en el distrito de Gorgor, en el departamento de Lima.

## Demografía
En 2017 Rumichaca tenía una población de 7 habitantes.
| Gráfica de evolución demográfica de Rumichaca entre 1993 y 2017 |
|                                                                 |
| Fuentes: Población 1993 y 2017                                  |